# Coutoubea spicata
Coutoubea spicata là một loài thực vật có hoa trong họ Long đởm. Loài này được Aubl. mô tả khoa học đầu tiên năm 1775.